# Rifat Hadžiselimović
Rifat Hadžiselimović (Šiprage, Bosnia y Herzegovina; 7 de enero de 1944) es un genetista bosnio. Desde 2013, después de más de 45 años de servicio, fue nombrado emérito y actúa como asesor científico en el Instituto de Ingeniería Genética y Biotecnología (INGEB), Sarajevo, Universidad de Sarajevo.

## Educación y carrera profesional
Se graduó de la escuela secundaria en Banja Luka en 1962 cuando se matriculó en Facultad de Ciencias Naturales y Matemáticas en Sarajevo. Se graduó en 1966, convirtiéndose en profesor de biología. Maestría en Ciencias Biológicas (Antropología), se graduó en 1971 en la Facultad de Ciencias y Matemáticas Universidad de Zagreb, Croacia, defensa de la tesis titulada "Aspecto histórico de la frecuencia relativa de dos alelogenos en humanos" poblaciones ". Terminó su doctorado en biología en 1976 en la Facultad de Ciencias y Matemáticas Universidad de Sarajevo, defendiendo su tesis titulada "Genética de la secreción de antígeno ABH en la población de Bosnia y Herzegovina". Desde 1966 se ha dedicado a la Facultad de Ciencias y Matemáticas de la Universidad de Sarajevo, primero como asistente (1966-1977), luego como profesor asistente (1977), profesor asociado (1980) y profesor titular (1984) en asignaturas: Genética humana, Ingeniería genética y biotecnología, Evolución, Antropología y Biomedicina Experimental.
Desde 1984-86. también se desempeñó como Jefe del Departamento de Biología. Desde 1994, se ha dedicado a la realización del "Estudio de Ciencias Biológicas de Posgrado", y en 2003, fue el jefe del estudio, y después de eso, hasta 2007 como la guía "Genética". En el período de 1987-2001. Se desempeñó como Director del Instituto de Ingeniería Genética y Biotecnología, y desde 2001 fue el Coordinador del proyecto de ADN que se realizó en cooperación con la Comisión Internacional sobre Personas Desaparecidas (ICMP). ) y como asesor científico en el Instituto, donde de 2006 a 2012 actuó como Presidente de la Junta Directiva. Actuó como miembro activo de la Sociedad Antropológica de Yugoslavia y fue fundador y miembro de la Asociación de Genética de Bosnia y Herzegovina.